# Evgenija Manjukova
Evgenija Aleksandrovna Manjukova (in russo Евгения Александровна Манюкова?; Mosca, 17 maggio 1968) è un'allenatrice di tennis ed ex tennista russa.

## Carriera
Tennista specializzata nel doppio ha vinto in questa disciplina cinque titoli, uno dei quali nel doppio misto.
Nei tornei dello Slam ha raggiunto i quarti di finale sia in Australia che in Francia nel doppio femminile mentre ha vinto il doppio misto a Parigi nel 1993.
In Fed Cup ha giocato venti match con la squadra russa vincendone otto.

## Statistiche

### Doppio

#### Vittorie (4)
| Legenda:              |
| --------------------- |
| Grande Slam (0)       |
| WTA Championships (0) |
| Tier I (0)            |
| Tier II (0)           |
| Tier III (3)          |
| Tier IV & V (1)       |

| No. | Data              | Torneo                         | Superficie       | Compagna         | Avversarie in finale             | Punteggio   |
| 1.  | 6 maggio 1990     | Taranto Open, Taranto          | Terra rossa      | Elena Brjuchovec | Silvia Farina Elia Rita Grande   | 7–6(4), 6–1 |
| 2.  | 28 febbraio 1993  | Generali Ladies Linz, Linz     | Sintetico indoor | Leila Meskhi     | Conchita Martínez Judith Wiesner | Walkover    |
| 3.  | 13 febbraio 1994  | Generali Ladies Linz, Linz (2) | Cemento indoor   | Leila Meskhi     | Åsa Svensson Caroline Schneider  | 6-2, 6-2    |
| 4.  | 24 settembre 1994 | Moscow Ladies Open, Mosca      | Sintetico indoor | Elena Makarova   | Laura Golarsa Caroline Vis       | 7–6, 6–4    |

### Doppio misto

#### Vittorie (1)
| No. | Data          | Torneo                  | Superficie  | Compagno           | Avversari in finale       | Punteggio     |
| 1.  | 6 giugno 1993 | Open di Francia, Parigi | Terra rossa | Andrej Ol'chovskij | Elna Reinach Danie Visser | 6–2, 4–6, 6–4 |